# 埃塞俄比亞航空604號班機空難
埃塞俄比亞航空604號班機於1988年9月15日由亞的斯亞貝巴經巴赫達爾飛往阿斯馬拉，但在巴赫達爾機場遭遇鳥擊，機腹墜地並起火，造成35人死亡。

## 失事飛機
失事客機是一架波音737-260，註冊編號為ET-AJA，於1987年交付使用，事發時機齡不滿一年。

## 事故經過
1988年9月15日:51，ET604號班機由亞的斯亞貝巴飛抵巴赫達爾，經停一段時間後載著104人準備執行前往阿斯馬拉（當時厄立特里亞尚未獨立）的第二航段，其中乘客98人。飛機在起飛時，兩台JT8D發動機被点斑鸽撞擊，隨後發生過熱。其中一台發動機立即失去推力，另一台發動機在飛機返航時停止運轉。飛機在起落架收起的情況下以機腹著陸，隨即起火。
此次空難的死亡人數存在爭議，航空安全網稱有35人死亡，而另外一些新聞報道則稱死亡人數為31。數據差異的可能原因是有4具遺體未被尋獲。死者全數為乘客。

## 事後
ET604這一航班號現時用於亞的斯亞貝巴至北京的航線。